# Схема комп'ютерної мережі
Схе́ма комп'ю́терної мере́жі — схематичне зображення вузлів та з'єднаннь між вузлами в комп'ютерній мережі або, загальніше, в будь-якій телекомунікаційній мережі. Схеми комп'ютерних мереж є важливою частиною мережевої документації.

## Позначення

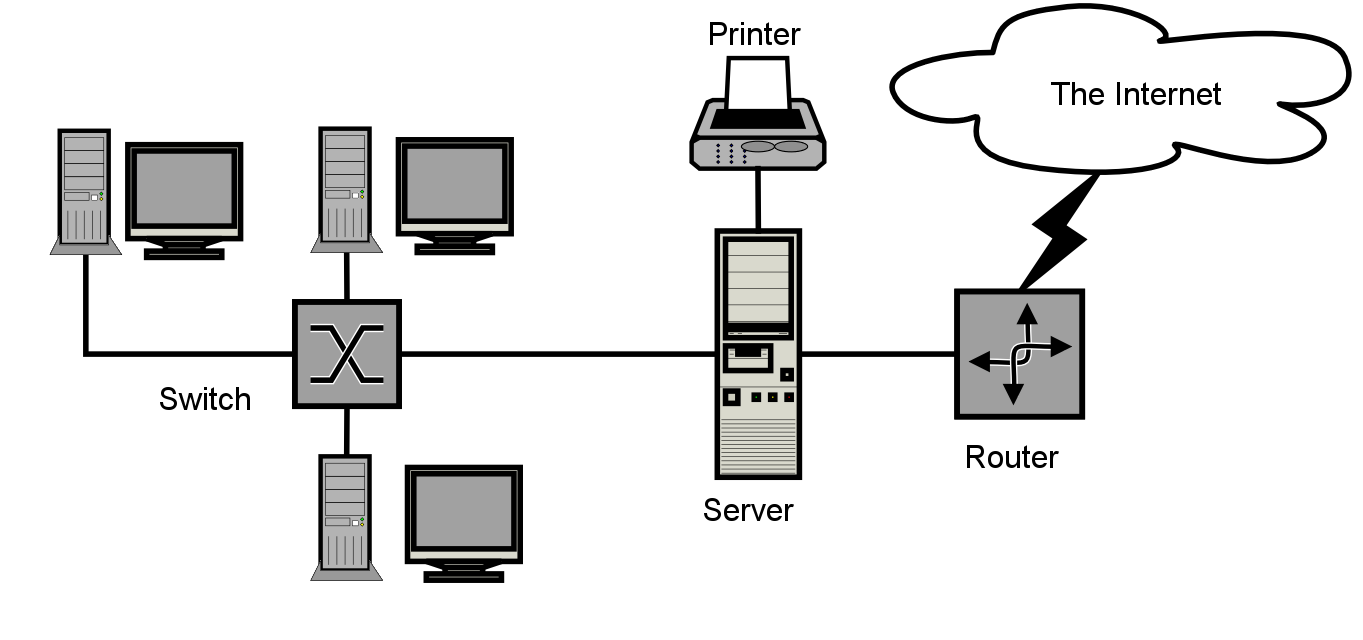
Зразок схеми мережі

Для зображення звичайних мережевих пристроїв, наприклад маршрутизаторів, використовують легко впізнавані малюнки, а стиль ліній між ними вказує на тип з'єднання. Хмарами позначають мережі, зовнішні відносно зображених, з метою показати з'єднання між внутрішніми та зовнішніми пристроями, не вказуючи на особливості зовнішньої мережі. Наприклад, у гіпотетичній локальній мережі, схему якої наведено на малюнку, три персональні комп'ютери та сервер приєднано до комутатора; сервер також підключено до принтера та шлюзу (роутера), який безпровідно з'єднаний з інтернетом.
Залежно від того, призначена схема для офіційного чи неофіційного використання, деякі деталі можуть бути відсутніми, і їх доведеться визначити з контексту. Наприклад, на наведеній схемі не зазначено типу з'єднання між ПК та комутатором, але, оскільки зображено сучасну локальну мережу, можна припустити, що це Ethernet. Однак, якщо такий самий стиль лінії використано на схемі глобальної мережі, він може означати інший тип з'єднання.
Схеми різних масштабів можуть представляти різні рівні деталізації мережі. На рівні локальної мережі окремі вузли можуть відповідати окремим фізичним пристроям, таким як концентратори або файлові сервери, тоді як на рівні глобальної мережі окремі вузли можуть позначати цілі міста. Крім того, коли область дії діаграми перетинає межі локальної/міської/глобальної мереж, можуть з'являтись позначення зразків пристроїв замість того, щоб показувати всі фактично наявні вузли. Наприклад, якщо мережевий пристрій призначений для підключення через інтернет до багатьох мобільних пристроїв кінцевих користувачів, на схемі це можна позначити зображенням одного мобільного пристрою.

### Позначення Cisco
Cisco використовує власну систему мережевих позначень. Завдяки масштабу компанії, яка розробляє широкий спектр мережевих пристроїв, її система позначень («Значки топології мережі») є вичерпною.

## Топологія
Фізичну топологію мережі можна безпосередньо подати на схемі мережі, оскільки це просто граф, на якому вузлам мережі відповідають вершини, а з'єднанням — неорієнтовані або орієнтовані ребра (залежно від типу з'єднання).
Логічну топологію мережі можна отримати зі схеми мережі, якщо на ній наведено подробиці щодо використовуваних мережевих протоколів.

### Галерея

Віртуальна приватна мережа
Інтранет
Оверлейна мережа (стиснуто)
Оверлейна мережа (розгорнуто)
Підключення xDSL до інтернету
Схема «triple play»
Постачання інтернету та ядро
Інтернет, доступ до ядра